# Surf su onde giganti

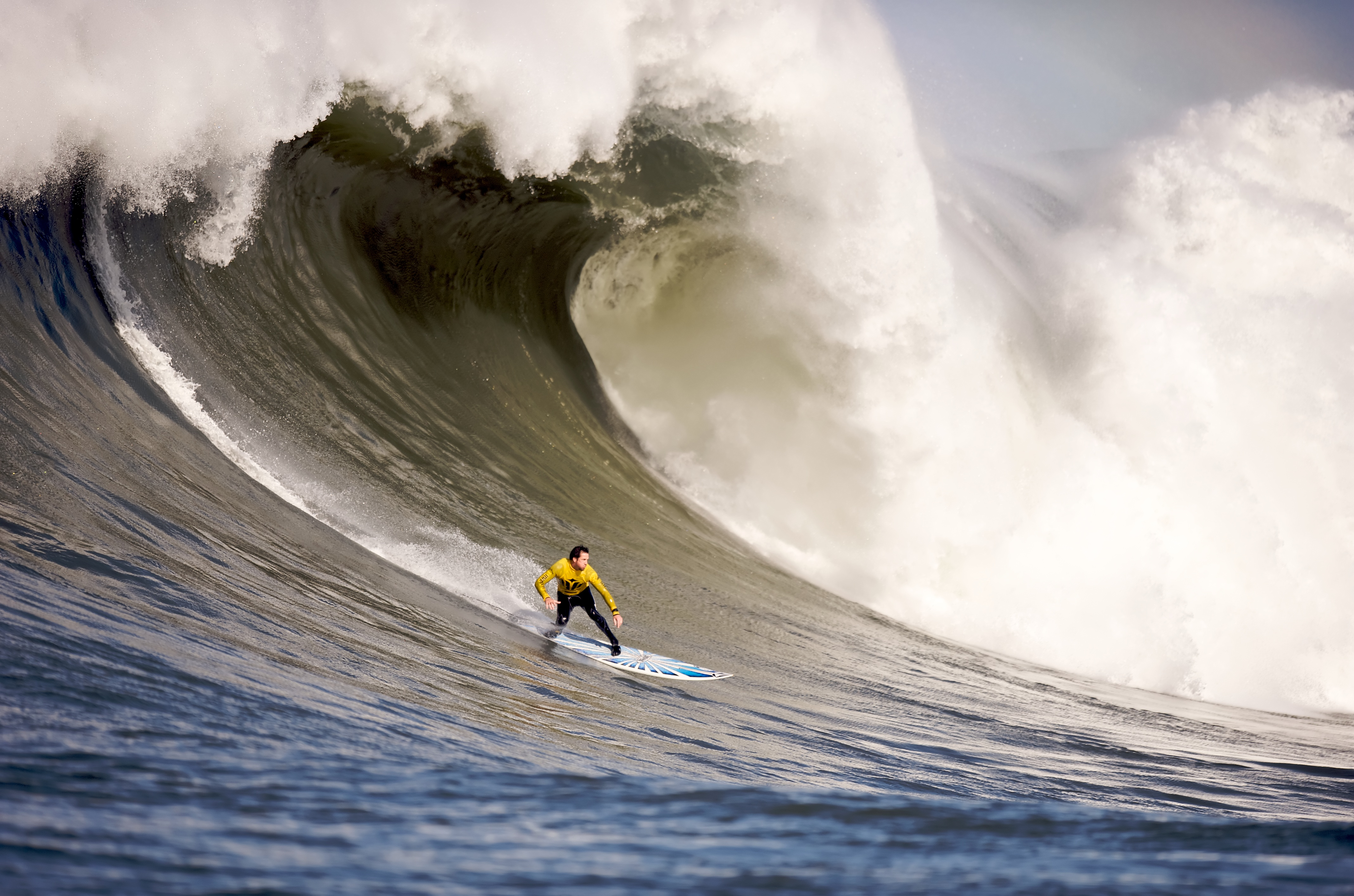
Un surfista affronta un'onda gigante durante una competizione a Mavericks, uno degli spot di onde giganti più famosi al mondo

Il surf su onde giganti, in inglese big wave surfing è una disciplina del surf dove i surfisti remano o vengono trascinati tramite moto d'acqua all'interno di onde che superano i 20 piedi (6,20 metri), con tavole da surf chiamate gun o rhino chasers. La lunghezza e la forma della tavola variano in base all'altezza e alla velocità dell'onda, una tavola larga ad esempio garantirà una velocità maggiore durante la remata, diminuendo il rischio che l'atleta cada all'interno del ventre dell'onda a causa dell'eccessiva pendenza di questa, di contro però perde in manovrabilità.
Questa branca del surf ha dato vita al tow-in surfing, dove gli atleti vengono trascinati da una moto d'acqua. Molti atleti praticano entrambi gli sport, ma il tow-in surfing è dedicato ai surfisti più esperti, a causa della pericolosità degli spot dove viene praticato.

## Pericoli del surf su onde giganti
Un wipe-out (caduta) su un'onda gigante, può portare il surfista a profondità comprese tra i 20 ed i 50 piedi (6,20 metri e 15,5) metri sotto il livello del mare. Una volta finito l'effetto centrifuga dell'onda, l'atleta deve immediatamente recuperare mobilità e guadagnare la superficie. Possono avere meno di venti secondi per risalire e prendere aria prima che l'onda successiva possa travolgerli nuovamente. Inoltre, la pressione dell'acqua a tali profondità può creare lesioni al timpano dell'orecchio. In più le forti correnti possono far schiantare il surfista sulla barriera corallina o sul fondale roccioso, causando gravi infortuni o addirittura la morte.
Uno dei pericoli maggiori è rappresentato dal rischio di venire investiti da più onde consecutive, senza avere la possibilità di riprendere fiato per lungo tempo. Sopravvivere a un set di tre onde giganti consecutive è estremamente improbabile, perciò è molto importante sapere come nuotare per uscire da queste situazioni.
Questi pericoli hanno causato la morte di numerosi surfisti di onde giganti. Alcuni dei più famosi sono Mark Foo, morto il 23 dicembre '94 a Mavericks, Donnie Solomon, morto esattamente un anno dopo nella baia di Waimea, Todd Chesser, morto nello spot chiamato Alligator Rock ad Oahu il 14 febbraio '97, Malik Joyeux nel 2005 al Banzai Pipeline e Peter Davi, morto al Ghost Tree il 4 dicembre 2007.

## Spot famosi per il surf su onde giganti
- Waimea Bay, Hawaii
- Mavericks, California
- Ghost Trees, California
- Nelscott Reef, Oregon
- Teahupo'o, Tahiti
- Peahi, ("Jaws"), Hawaii
- Hout Bay, ("Dungeons"), Sudafrica

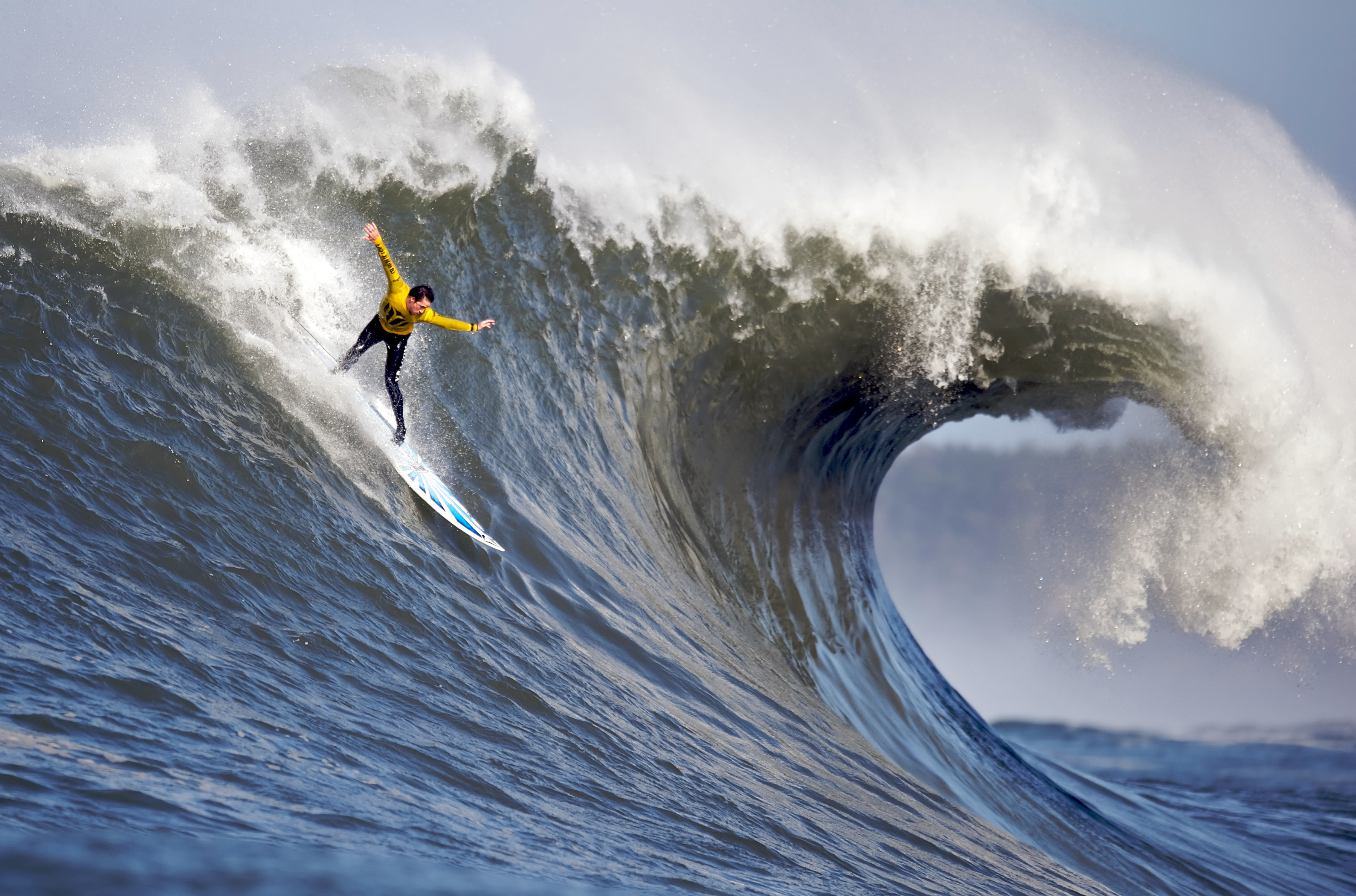
Onda gigante

- Cyclops, Australia Occidentale, Australia
- Belharra, Francia
- Todos Santos, Bassa California del Sud, Messico
- Cortes Bank, California, 100 miglia al largo
- Banzai Pipeline, Hawaii
- Nazaré, Portogallo

## Surfisti famosi di onde giganti
- Malik Joyeux
- Mike Parsons
- Laird Hamilton
- Eddie Aikau
- Ken Bradshaw
- Jeff Clark
- Shane Dorian
- Mark Foo
- Greg Noll
- Ross Clarke-Jones
- Koby Abberton
- John McCarthy (surfer)
- Bob Pike
- Grant Baker
- Garrett McNamara
- Jamie Mitchell
- Andrew Cotton
- Rodrigo Coxa
- Nic Von Rupp
- Kai Lenny
- Danilo La Mantia
- Alessandro Marcianò
- Francisco Porcella
- Lucas Chumbo
- Justine Dupont
- Maya Gabeira

## Film e documentari di surf su onde giganti
- Riding Giants (2004)
- Billabong Odyssey (2004)
- Biggest Wednesday: Condition Black
- In God's Hands (fiction) (1998)
- Chasing Mavericks (2012)
- Shredding Monster Nazarè (2017)
- 100 Foot Wave - HBO (2021)